# William R. Crabtree
William Riley Crabtree (* 1867; † 1920) war ein US-amerikanischer Politiker. Zwischen 1917 und 1919 war er als Präsident des Staatssenats faktisch Vizegouverneur des Bundesstaates Tennessee, auch wenn dieses Amt formell erst 1951 eingeführt wurde.
Über die Jugend und Schulausbildung von William Crabtree ist nichts überliefert. Auch über seinen Werdegang jenseits der Politik gibt es in den Quellen keine Angaben. Er war Mitglied der Demokratischen Partei und von 1907 bis 1909 Bürgermeister der Stadt Chattanooga. Im Jahr 1917 wurde Crabtree Mitglied und Präsident des Senats von Tennessee. In dieser Eigenschaft war er Stellvertreter von Gouverneur Tom C. Rye. Damit bekleidete er faktisch das Amt eines Vizegouverneurs. Dieser Posten war bzw. ist in den meisten anderen Bundesstaaten verfassungsmäßig verankert; in Tennessee ist das erst seit 1951 der Fall. Er starb im Jahr 1920.